# BasisDruck
BasisDruck ist ein Verlag mit Sitz in Berlin (Deutschland). Sein Schwerpunkt liegt im Bereich politisches Sachbuch mit den Hauptthemen DDR- und osteuropäische Geschichte.

## Geschichte
Der BasisDruck Verlag wurde im Dezember 1989 von Stefan Ret und Klaus Wolfram als erster neuer Verlag der DDR gegründet. Ab Januar 1990 erschien die ostdeutsche, oppositionelle Wochenzeitung die andere. Das erste Buch der Verlagsproduktion Ich liebe Euch doch alle! – Befehle und Lageberichte des MfS erreichte eine Auflage von 250.000 Exemplaren. In den folgenden Jahren wurden rund 100 Titel veröffentlicht. 
2000 wagte der Verlag mit der Reihe „Pamphlete“ einen Neustart. „Hier erscheinen Texte, die hohe Sprachkraft mit gesellschaftlichem Engagement vereinen und auf ihre Weise die Dokumentationen und Analysen des osteuropäischen Umbruchs, die natürlich weiterhin bei BasisDruck erscheinen werden, ergänzen und erweitern.“
Von 1994 bis 1999 erschien monatlich die kulturpolitische Zeitschrift Sklaven, von 1999 bis 2013 die Folgezeitschrift Gegner. Seit März 2014 erscheint als Nachfolgeprojekt die Zeitschrift Abwärts!.

## Bekannte Autoren
Zu den bekannten Autoren von BasisDruck zählen 
| - Tone Avenstroup - Bernd-Rainer Barth - Peter Brasch - Peter Englund - Jürgen Fuchs - Ines Eck - Ernst Fuhrmann - Annett Gröschner - Andreas Hansen - Katja Havemann | - Wladislaw Hedeler - Helmut Höge - Alla Jaroschynska - Franz Jung - Ruth Kibelka - Hermann Knüfken - Werner Krauss - Irena Kukutz - Primo Levi | - Olaf Lippke - Vítězslav Nezval - Bert Papenfuß - Konstantin Paustowski - Michael Peschke - Jes Petersen - Nadja Rosenblum - Gerd Schönfeld - Friedrich Schröder-Sonnenstern | - Werner Schweizer - Gabriele Stammberger - Karel Teige - Lothar Trolle - Hubert van den Berg - Alexander Vatlin - Frank Willmann - Ulrich Zieger |

## Zitate
„Auch so kann man auf die anhaltende Krise der linken Verlagswelt reagieren: Der BasisDruck Verlag startet ein Belletristik-Programm. Bereits der erste Titel der neuen Reihe Pamphlete hat es in sich.“